# سیارک ۴۷۸۳۵
سیارک ۴۷۸۳۵ (به انگلیسی: 47835 Stevecoe، نامگذاری:2000EK116) چهل و هفت هزار و هشتصد و سی و پنجمین سیارک کشف شده‌است که در ۱۰ مارس ۲۰۰۰ کشف شد.